# Мирјана Татић Ђурић
Мирјана Татић-Ђурић (Београд, 15. септембар 1924 — Београд, 2013) била је историчар уметности, музејски саветник, кустос Народног музеја у Београду.

## Младост
Мирјана Татић-Ђурић је рођена у породици Жарка Татића, познатог архитекте и историчара средњовековне српске архитектуре. Дипломирала је на Београдском универзитету 1949. на групи "Историја уметности са археологијом", похађала и завршила осам семестара класичне филологије.

## Каријера
Од 1948. радила је као библиотекар Семинара за историју уметности и волонтирала у Јагићевој бибиотеци. У Народном музеју креће да ради 1950. године и исте године је учествовала у организовању прве изложбе посвећене приказу насељавања Словена на тлу Србије – Етногенеза јужних Словена. У Народном музеју ће остати да ради 1988. године, прво као кустос од 1954. године, потом као виши кустос од 1965. да би на крају добила звање музејског саветника 1974.
Радила је на формирању прве сталне музејске поставке, 1952. године, у згради у којој се Музеј и данас налази. Помагала је и при организовању веома важне изложбе Пећко-дечанска иконописна школа (1955) чији је аутор била др Мирјана Ћоровић-Љубинковић, тадашњи и потоњи дугогодишњи руководилац Одељења за средњи век.
Учествовала је на на заштитним ископавањима САНУ на локалитету Најева циглана у Кикинди (1949). Као млади кустос прати кампање на словенској некрополи у Брестовику код Гроцке (1953–1959), на касноантичком локалитету у Белој Паланци код Пирота (1956), а као сарадник ангажована је у обради неких локалитета у капиталној публикацији Археолошки споменици и налазишта у Србији II. Централна Србија (1956). У првом броју новоснованог Зборника радова Народног музеја 1958. године приказала је један налаз из доба Сеобе народа.
У музеолошком раду Мирјане Татић-Ђурић, осим рада на допуни сталне музејске поставке (1966), издвајају се послови на две важне међународне манифестације – при поставци изложбе Иконе из Југославије која је била организована пригодом 12. византолошког конгреса (Охрид) у Београду (1961), и при организовању изложбе Byzаntinе Аrt – Аn Еurоpiаn Аrt у Атини (1964). Била је комесар изложбе Благо Кипра (1968), a за изложбу Античка бронза (1969) Мирјана Татић је обрадила сарматски материјал. Три године – 1969. и 1971. биле су у знаку изложбе Средњовековна уметност у Србији коју је са сарадницима осмислила и остварила. Изложба је гостовала у Риму, Венецији, Љубљани и Берлину и постала образац антологијских изложби када је у питању српска средњовековна култура. Такође, ових година радила је за амбициозно замишљен, али неостварен, Корпус фресака најважнијих српских споменика чији је издавач требало да буде Галерија фресака.
Рад на археологији обухватао је сондажна ископавања у Новим Бановцима у Срему (1960), на средњовековној тврђави Ново Брдо на Косову (1957–1960) и на Ђурђевима ступовима код Новог Пазара (1968). Ове деценије, представљањем најзначајнијих уметничких предмета византијске продукције који се чувају у Народном музеју у Београду на 12. византолошком конгресу 1961, започиње и њено наступање на међународним научним скуповима.
Уметничка дела античког и византијског наслеђа и то са нарочитим нагласком на предметима који се чувају у збиркама Народног музеја, објављивала је у Зборнику Народног музеја, гласилима сродних музејских установа, као и у часопису Жива антика чији је издавач Савез друштава за студије антике у Македонији. Не изостају ни студије посвећене позној средњовековној српској, руској и послевизантијској уметности. Током ове деценије почела је да објављује и радове посвећене Богородици, теми која ће у потоњим деценијама постати њена преокупација: Стеатитска иконица из Куршумлије, Икона Богородице Прекрасне, њено порекло и распрострањеност.
Сарађивала је при стварању Енциклопедије ликовних умјетности, где се смењују одреднице посвећене српским локалитетима, градовима и манастирима, периодима и истраживачима. Тих година се огледала и у научно-популарном жанру у малој монографији Ариље (1960) и књизи коју је издао познати центар у Реклингхаузену, Das Bild der Engel, (1962, енглеско издање 1964).
За водич кроз поставку Народног музеја (1970) обрадила је део поставке – Уметност раног средњег века. Сарађивала је у организацији изложбе Уметност Копта у музеју Боде у Берлину (1970) и израдила елаборат за нову поставку музеја у Смедереву – епоха Бранковића (1972). Седамдесете године донеле су значајне структуралне промене – 1974. Галерија фресака припојена је Народном музеју, Средњовековно одељење је престало да постоји, а дотад јединствена средњовековна збирка подељена је у две археолошке и две историјско-уметничке, које су тада прикључене одељењима за археологију и уметност. Приликом овог новог распореда била је задужена збирком Уметност у деоба турске власти. Тада је и модификована стална музејска поставка у чијој је изради учетвовала. Крајем деценије сарађивала је при раду на изложби Kunst dеr Оstkirchе, Херцогенбург (1977).
Током седамдесетих година узела је учешће у већем броју научних скупова и конгреса: византолошки (1971, 1976), балканолошки (1974, 1979), пелопонески (1975), грузијски (1977), Конгрес историчара уметности СФРЈ у Охриду 1976. Своје реферате представила је и на три мариолошка конгреса (1971, 1972, 1975).
Током ове деценије написан је изузетно велики број студија посвећених Богородице. Прва у срспкој иконографији, М. Татић-Ђурић посвећује низ студија типовима, атрибутима и епитетима Богородице, дотада недовољно познатим или непримећеним у домаћој научној јавности (Богородица Евергетида, Марија-Ева, Богородица Панахрантос, Влахернитиса, Богородица Скопиотиса, Богородица Страсна, Никопеја, Елеуса, Богородица Знамења, Истинска нада, Богородица Београдска). Не изостају ни радови које се баве атрибуцијом, приказом ликовног живота далматинског залеђа 17. века, иконографијом (Икона Јована Крилатог, Једна гротеска из Љевишке, L'iconographie de la donation dans l'ancien art serbe).
Наредне деценије у оквиру музеолошког рада учествовала је у редовним изменама и допунама сталне музејске поставке (1980, 1984, 1987), а била је и комесар изложби Старе руске иконе из Третјаковске (1980) и Уметност Грузије (1981). Као и претходне и ове деценије Мирјана Татић-Ђурић даје свој допринос на домаћим и међународним конгресима, на Кипру 1982, балканолошким конгресима и скуповима (1984, 1987, 1989), на српско-грчким колоквијумима које је организовао Балканолошки институт САНУ (1985. и 1987) и на колоквијумима посвећеним античким студијама код Срба 1987. и јеретичким покретима на Балкану 1989. Са рефератима учествује на Другом и Трећем пелопоноском конгресу (1980. и 1985); по други пут је и на грузијском симпозију (1983). Узела је учешће и на Конгресу историчара уметности у Сарајеву 1985, као и на научним скуповима САНУ посвећеним Милешеви и Дечанима 1985, Студеници 1986, Данилу II 1987, 400. годишњици грачаничке штампарије 1989, као и на византолошком конгресу у Вашингтону 1986.
За луксузну публикацију приредила је антологијски избор српских и итало-критских икона, већином из збирке Народног музеја, Познате иконе од XII до XVIII века, 1984. Осим тога, као током своје целе каријере посебно се посвећује предметима из збирке (Икона са оријенталним натписом у збирци Народног музеја у Београду, Панагијар из Војловице, Две необјављене Лонгинове иконе). Наставља да ради на изради енциклопедијских јединица у издањима Енциклопедија Југославије. Већ при крају своје музејске каријере, античким студијама се на кратко враћа у склопу теоријских размишљања о континуитету уметноти на Балкану (Надживелост антике у српској уметности и култури Средњег века, Byzance après Byzance – aspects, survivances et innovations).
Чак и након пензионисања, Мирјана се и даље бави научним радом. Посећује различите конгресе широм света и наставља да публикује радове који се баве историјом рецепције култа Богородице у средњовековној Србији. Учествовала је и у раду на Енциклопедији православља.

## Награде
- 1943. Награда за најбољи матурски рад у Србији. Тема рада: У раду и стварању лежи смисао живота.
- 1949. Награда Ректората за најбољу средњу оцену на групи Историја уметности са археологијом Филозофског факултета Универзитета у Београду.